# Maltas Davis Cup-lag
Maltas Davis Cup-lag styrs av maltesiska tennisförbundet och representerar Malta i tennisturneringen Davis Cup, tidigare International Lawn Tennis Challenge. Malta debuterade i sammanhanget 1986,  och vann  Europa-Afrikazonens Grupp I 1995.